# Franz Wels

Franz Wels (1908)

Franz Wels, nach Franz Xaver Wels, (* 10. Februar 1873 in Maribor; † 18. Oktober 1940 in Wien) war ein österreichischer Konstrukteur und Flugpionier.

## Leben
Franz Wels, der Sohn eines Hoteliers, besuchte in Maribor die Volksschule und in Graz die Realschule und danach die Staatsgewerbeschule.
Beruflich begann Wels in Wien bei der Firma Warchalowski als Techniker. Wegen seines Interesses besuchte er 1893 das Technikum in Mittweida in Sachsen (heute: Hochschule Mittweida), musste aber im selben Jahr noch zum Infanterieregiment nach Graz einrücken. Er machte in der Folge in Wiener Neustadt einen Turn- und Fechtlehrerkurs und absolvierte die Kadettenschule in Kamenitz in Slawonien. Ab dem Jahr 1895 widmete er sich einerseits der Fechtkunst und machte andererseits flugtechnische Studien. 1898 schied er aus dem Militär wieder aus und arbeitete in England als Techniker in einer Maschinenfabrik.
Als Viktor Silberer einen Piloten für Wilhelm Kress suchte, meldete sich Wels. In der Folge arbeitete eine längere Zeit mit Igo Etrich zusammen und untersuchte die verschiedenen Flügelformen, wie sie in der Natur vorkommen. So baute er Flugmodelle nach dem Flugsamen Zanonia macrocarpa aus Java. Diese Entwicklung führte zur Patentierung eines Nurflügelflugzeuges. Der erste Flug mit einem Modell, das einen Menschen trug, erfolgte damit am 2. Oktober 1907. Die höchste erzielte Reichweite waren 225 Meter bei einer Höhe von 15 bis 17 Metern.
In Trautenau (Böhmen) entwickelte er auch Motorschlitten, die mit einem Propeller angetrieben wurden. Das Flugzeug überwog jedoch, sodass Versuche mit Schlitten aufgegeben wurden.
Nach der Übersiedlung Etrichs in die Wiener Rotunde und die häufige Reisetätigkeit Etrichs nach Paris führte zum Ende der Zusammenarbeit. Wels entwickelte an einem Doppeldecker. Mit Georg Graf Khevenhüller begann er in Wiener Neustadt ein Schwingenflugzeug zu entwickeln. Die Versuche wurden jedoch bald wieder eingestellt.
Wels hielt auch zahlreiche Vorträge über die pflanzlichen und tierischen Flieger in der Natur. Für das deutsche Militär entwickelte Wels Motorschlitten und meldete im Zuge dessen mehrere Patente an.
Im Ersten Weltkrieg musste er 1916 einrücken und wurde dabei dem Wiener Reservespital zugeteilt. Dort hatte er Forschungsaufgaben für Gelenkprothesen durchzuführen. Beim Orthopäden Hans Spitzy richtete er eine Prothesenwerkstätte ein. Auch auf diesem Gebiet meldete er einige Patente an.
Nach dem Krieg suchte er einen Finanzier, der ihm bei seinen Flugzeugentwicklungen helfen sollte. Ähnlich einer Wasserturbine entwickelte er einen Schwingenpropeller (Translationsbetrieb) bezeichnet. Ein Modell konnte 1922 fliegen. Mit einem Großmodell, das er in Bielsko in Polen herstellen ließ, war er jedoch nicht erfolgreich.
Im Jahr 1927 wurde er ins Schloss Harta (tsch. Podhůří) bei Hohenelbe eingeladen, um Schlitten und Boote weiterzuentwickeln. Aber auch hier war er nicht erfolgreich, sodass er 1932 wieder nach Wien zurückkehrte.
Da er kein richtiges Arbeitsverhältnis hatte, sondern nur immer wieder an seinen Erfindungen weiterentwickelte, starb er 1940 verarmt. Sein Begräbnis übernahm die Gemeinde Wien.
Im Jahr 1966 wurde in Wien-Donaustadt (22. Bezirk) die Franz-Wels-Gasse nach ihm benannt.

## Quelle
- Flugmuseum Aviaticum, Wiener Neustadt